# Latorrecilla
Latorrecilla ist ein spanischer Ort und eine ehemalige Gemeinde in der Provinz Huesca der Autonomen Gemeinschaft Aragonien. Latorrecilla gehört zur Gemeinde Aínsa-Sobrarbe. Das Dorf auf 869 Meter Höhe liegt circa elf Kilometer südlich von Aínsa und hatte im Jahr 2019 29 Einwohner.

## Sehenswürdigkeiten
- Iglesia de la Asunción, Kirche aus dem 16. Jahrhundert